# Festival du film de Sarlat
Le festival du film de Sarlat est un festival de cinéma qui a lieu depuis 1991 à Sarlat-la-Canéda en Dordogne au mois de novembre.
La spécificité du festival consiste en l’accueil de lycéens de classe terminale, « spécialité cinéma », venus de toute la France. Dans le cadre de la préparation de leur futur baccalauréat, l'occasion leur est donnée de rencontrer les réalisateurs, scénaristes, techniciens, acteurs, ainsi que des critiques, historiens ou enseignants du cinéma présents à Sarlat durant le festival,.

## Historique
Depuis 2010, Pierre-Henri Arnstam a pris la présidence du festival, succédant ainsi à Joëlle Bellon qui avait pris ces fonctions en 1992. Celle-ci a beaucoup contribué à la renommée actuelle du festival. En 2010, il s'ouvre au grand public en lui permettant d'assister aux films présentés. À partir de 2016, un jury jeunes décerne d'autres prix parmi les films en sélection officielle.
Marc Bonduel est délégué général du festival jusqu'à l'édition 2018. Il est remplacé par Jean-Raymond Garcia.
Lors de l'édition 2019, le festival rend hommage à Joëlle Bellon, présidente pendant dix-huit ans et à la réalisatrice Agnès Varda. La soirée est également marquée par la signature de la Charte pour la parité et la diversité dans les festivals de cinéma, en présence de Julie Gayet et Marion Tharaud, membres du Collectif 50/50 à l'initiative du document.

## Jury Jeunes
Depuis 2016, le festival accueille 7 lycéens, élèves de spécialité cinéma venus de toute la France, pour être membres du Jury jeunes. Ils sont sélectionnés à partir de lettres de motivation. Ils visionnent l'ensemble de la sélection officielle, en projection de presse ou en séance publique, accompagnés et guidés par la journaliste Osange Silou-Kieffer. Ils bénéficient d'un accès privilégié au festival et de rencontres plus personnelles avec les professionnels (acteurs, réalisateurs, scénaristes, etc.). Ils attribuent plusieurs prix : prix du meilleur film, prix d'interprétation masculine et prix d'interprétation féminine.

## Éditions

### 2001
La 10e édition s'est déroulée du 06 au 10 novembre 2001.
Source : Palmarès du festival 2001
- Grand prix spécial : Yvan Attal pour Ma femme est une actrice
- Prix coup de cœur du public : Le Sortilège du scorpion de jade de Woody Allen
- Prix du public courts-métrages : Les Tombales de Christophe Barratier
- Prix de l'union des auteurs, réalisateurs, techniciens : Les Petits chevaux de Pierre Olivier

### 2003
La 12e édition s'est déroulée du 4 au 8 novembre 2003.

#### Palmarès des courts métrages
Source : Palmarès du festival 2003
- Prix coup de cœur du public : Le bonheur ne tient qu'à un film (Une certaine idée du bonheur) de Laurence Côte
- Prix France 3 Aquitaine : Méprise d'Eric le Roux
- Prix Crédit Mutuel de Sarlat : Vie et mort d'un instant d'ennui de Patrick Bossard
- Prix Assurance Générale de France : Art’n Acte Production de Farid Dms Debah

### 2004
La 13e édition s'est déroulée du 9 au 13 novembre 2004.

#### Palmarès des courts métrages
Source : Palmarès du festival 2004
- Prix coup de cœur du public : Acharnés de Régis Mardon
- Prix France 3 Aquitaine : Mateo Falcone d'Olivier Volpi
- Prix Crédit Mutuel de Sarlat : Rencontre du 4e type de Alcime Padiglione
- Quatrième prix : Strict Eternum de Didier Fontan

### 2005
La 14e édition s'est déroulée du 8 au 12 novembre 2005.

#### Palmarès des courts métrages
Source : Palmarès du festival 2005
- Prix coup de cœur du public : Patiente 69 d'Allan Mauduit et Jean-Patrick Benes
- Prix France 3 Aquitaine : 00h17 de Xavier de Choudens
- Prix Banque Populaire Centre Atlantique (ex aequo) : Au petit matin de Xavier Gens
- Prix Banque Populaire Centre Atlantique (ex aequo) : Somewhere d'Emmanuel Murat
- Prix AGF : Mort à l'écran d'Alexis Ferrebœuf

### 2006
La 15e édition s'est déroulée du 7 au 11 novembre 2006.

### 2007
La 16e édition s'est déroulée du 12 au 17 novembre 2007.

#### Palmarès des longs métrages
Source : Palmarès du festival 2007
- Grand prix de la ville de Sarlat : Si c'était lui... d'Anne-Marie Étienne
- Prix spécial du Conseil général de la Dordogne : BenX de Nic Balthazar
- Prix Aquitaine du Conseil régional d’Aquitaine : My Blueberry Nights de Wong Kar-wai
- Prix du scénario « Association François Chalais » : Cortex de Nicolas Boukhrief
- Prix coup de cœur du public « Médiavision » : J'ai toujours rêvé d'être un gangster de Samuel Benchetrit
- Prix découverte VDM : Le Cahier de Hana Makhmalbaf
- Prix de l’Office de tourisme de Sarlat : Ce soir je dors chez toi d'Olivier Baroux
- Prix du jury jeunes TPS Star : Quatre Minutes (Vier Minuten) de Chris Kraus

### 2008
La 17e édition s'est déroulée du 11 au 15 novembre 2008. 

#### Avant-premières
- Largo Winch[12]

#### Palmarès des longs métrages
Source : Palmarès du festival 2008
- Grand prix de la ville de Sarlat : Pour elle de Fred Cavayé
- Prix spécial du Conseil général de la Dordogne : La Guerre des miss de Patrice Leconte
- Prix Aquitaine du Conseil régional d’Aquitaine : J'irai dormir à Hollywood d'Antoine de Maximy
- Prix du scénario « Association François Chalais » : Largo Winch de Jérôme Salle
- Prix coup de cœur du public « Médiavision » : Les Enfants de Timpelbach de Nicolas Bary
- Prix découverte VDM : Tombé d'une étoile de Xavier Deluc
- Prix Pays d’accueil touristique du Périgord noir : La Vague de Dennis Gansel
- Prix du jury jeunes TPS Star : Everything is fine d'Yves Christian Fournier
- Prix d'interprétation féminine : Valérie Lemercier pour son rôle dans Agathe Cléry d'Étienne Chatiliez
- Prix d'interprétation masculine : Vincent Lindon pour son rôle dans Pour elle de Fred Cavayé

### 2009
La 18e édition s'est déroulée du 10 au 14 novembre 2009.

#### Palmarès des longs métrages
Source : Palmarès du festival 2009
- Grand prix de la ville de Sarlat :
- Grand Prix Spécial - Prix spécial du Conseil général de la Dordogne : Le Soliste (The Soloist) de Joe Wright
- Prix Aquitaine du Conseil régional d’Aquitaine : Le Siffleur de Philippe Lefebvre
- Prix du meilleur scénario : Mensch de Steve Suissa
- Prix coup de cœur du public : Tengri, le bleu du ciel de Marie-Jaoul de Poncheville
- Prix de la meilleure production : François Kraus pour La Sainte Victoire

### 2010
La 19e édition s'est déroulée du 9 au 13 novembre 2010.

#### Palmarès des longs métrages
- Grand prix du Festival du film de Sarlat, désigné par le vote du public : Le fils à Jo de Philippe Guillard.
- Prix du jury jeune TPS Star : Les Femmes du 6e étage de Philippe Le Guay.
- Prix des lycéens, désigné par le vote des lycéens : L'Assaut de Julien Leclercq.
- Deux « Salamandres d'or » attribuées par le jury pour :
  - Prix d’interprétation masculine à Aymen Saïdi pour son rôle dans L’Assaut de Julien Leclercq.
  - Prix d'interprétation féminine à Natalia Verbeke pour son rôle dans Les Femmes du 6e étage de Philippe Le Guay.

Étaient présents, notamment, lors de ce festival : Édouard Baer, Nicole Garcia, Philippe Guillard, Gérard Lanvin, Julien Leclercq, Philippe Le Guay, Olivier Marchal, …
À partir de cette édition, le festival et le lycée Pré de Cordy lancent en parallèle un blog tenu par des élèves du lycée sur lequel, durant toute la période du festival, sont postés des articles, des photos et des vidéos qui présentent le festival jour par jour, afin d'informer le plus grand nombre de personnes.

#### Palmarès des courts métrages[16]
- Prix du meilleur court métrage : Cheveu de Julien Hallard.
- Mention spéciale du jury : Mémoires d’une jeune fille dérangée de Keren Marciano.

### 2011
La 20e édition s'est déroulée du 8 au 12 novembre 2011.

#### Palmarès des longs métrages
Source : Palmarès du festival 2011
- Grand prix du Festival du film de Sarlat, désigné par le vote du public : L'Ordre et la Morale de Mathieu Kassovitz.
- Prix du jury jeune TPS Star : L'Ordre et la Morale de Mathieu Kassovitz.
- Prix des lycéens, désigné par le vote des lycéens : L'Ordre et la Morale de Mathieu Kassovitz.
- Deux « Salamandres d'or » attribuées par le jury pour :
  - Prix d’interprétation masculine à François Damiens pour son rôle dans La Délicatesse de Stéphane et David Foenkinos.
  - Prix d'interprétation féminine à Déborah François pour son rôle dans Les Tribulations d'une caissière de Pierre Rambaldi.

Étaient présents, notamment, lors de ce festival : François Berléand, Gérard Jugnot, Mathieu Kassovitz, Olivier Marchal, Pierre Richard, Audrey Tautou, Elsa Zylberstein, …

#### Palmarès des courts métrages[19]
- Prix du meilleur court métrage : Micha Mouse de Mathieu Busson.
- Mention spéciale du jury : L'Accordeur d'Olivier Treiner.

### 2012
La 21e édition s'est déroulée du 13 au 17 novembre 2012.

#### Palmarès des longs métrages
Source : Palmarès du festival 2012.
- « Salamandre d'or », meilleur film : Max de Stéphanie Murat
- Prix du meilleur film, jury jeune : Ernest et Célestine de Benjamin Renner, Vincent Patar et Stéphane Aubier
- Prix des lycéens, prix du Conseil régional d'Aquitaine : Comme des frères de Hugo Gélin
- Prix d’interprétation masculine à Raphaël Personnaz pour son rôle dans La Stratégie de la poussette de Clément Michel
- Prix d'interprétation féminine à Mélanie Thierry pour son rôle dans Comme des frères de Hugo Gélin

Présents, notamment, lors de ce festival,, : Cécile Cassel, Valérie Donzelli, Nicolas Duvauchelle, Jérémie Elkaïm, Hugo Gélin, Valérie Lemercier, Stéphanie Murat, Mathilde Seigner, JoeyStarr.

#### Palmarès des courts métrages
Source : Archives sur festivaldufilmdesarlat.com
- Kinoki de Léo Favier et Schroeter und Berger
- Ce n'est pas un film de cow-boys de Benjamin Parent
- Bienvenue aux acteurs anonymes de Mathias Gomis
- La mère morte de Thierry Charrier
- Zombi chéri de Jérôme Genevray
- Les Chancelants de Nadine Lermite

### 2013
La 22e édition s'est déroulée du 12 au 16 novembre 2013.
Présents, notamment, lors de ce festival : Sólveig Anspach, Nora Arnezeder, Max Boublil, Guillaume Gallienne, Cédric Klapisch, Gérard Lanvin,Aïssa Maïga, Katell Quillévéré, Tomer Sisley, Nils Tavernier et Karin Viard.

#### Palmarès des longs métrages
Source : Palmarès du festival 2013.
- Salamandre d'Or - Meilleur Film : Casse-tête chinois de Cédric Klapisch
- Prix du public : L'Épreuve d'une vie de Nils Tavernier
- Prix des lycéens : 
  - Les Garçons et Guillaume, à table ! de Guillaume Gallienne
  - Casse-tête chinois de Cédric Klapisch
- Prix du jury jeune : Casse-tête chinois de Cédric Klapisch
- Prix d'interprétation masculine : Guillaume Gallienne dans Les Garçons et Guillaume, à table !
- Prix d'interprétation féminine : Karin Viard dans Lulu femme nue de Sólveig Anspach

#### Palmarès des courts métrages
- Premier prix : La Fugue de Jean-Bernard Marlin[26]

### 2014
La 23e édition s'est déroulée du 11 au 15 novembre 2014.
Présents, notamment, lors de ce festival Abd al Malik, Jacques Audiard, Bérénice Bejo, Michel Hazanavicius et Gilles Lellouche.

#### Palmarès des longs métrages
Source : Palmarès du festival 2014.
- Prix du public : La Famille Bélier d'Éric Lartigau
- Prix des lycéens : The Search de Michel Hazanavicius
- Prix du jury jeune : The Search de Michel Hazanavicius
- Prix d'interprétation masculine : Viggo Mortensen pour Loin des hommes
- Prix d'interprétation féminine : Bérénice Bejo pour The Search

#### Palmarès des courts métrages
Source : Palmarès du festival 2014.
- Premier prix : Molii de Yassine Qnia, Carine May, Hakim Zouhani et Mourad Boudaoud

### 2015
La 24e édition s'est déroulée du 10 au 14 novembre 2015.
Étaient présents, notamment, lors de ce festival Aure Atika, Jean Dujardin, Reda Kateb, Christophe Lambert, Audrey Lamy, Claude Lelouch, Orelsan, Manu Payet, Christa Théret et Elsa Zylberstein.

#### Palmarès des longs métrages
Source : Palmarès du festival 2015.
- Prix du public : Demain de Mélanie Laurent et Cyril Dion
- Prix des lycéens : Rosalie Blum de Julien Rappeneau
- Prix du jury jeunes : Arrêtez-moi là de Gilles Bannier
- Prix d'interprétation masculine : Benjamin Lavernhe pour Le Goût des merveilles
- Prix d'interprétation féminine : Noémie Lvovsky pour Rosalie Blum

#### Palmarès des courts métrages
Source : Palmarès du festival 2015.
- Premier prix : Sous tes doigts de Christine Courtès

### 2016
La 25e édition s'est déroulée du 8 au 12 novembre 2016.
José Garcia y était présent.

#### Palmarès des longs métrages
Source : Palmarès du festival 2016.
- Prix du public : Patients de Grand Corps Malade et Mehdi Idir
- Prix des lycéens : Patients de Grand Corps Malade et Mehdi Idir
- Prix du jury jeunes : La Vallée des loups de Jean-Michel Bertrand
- Prix d'interprétation masculine : prix collectif pour les acteurs de Patients de Grand Corps Malade et Mehdi Idir
- Prix d'interprétation féminine : Marine Vacth pour La Confession de Nicolas Boukhrief

#### Palmarès des courts métrages
Source : Palmarès du festival 2016.
- Premier prix : L'Âge des sirènes de Héloïse Pelloquet

### 2017
La 26e édition du festival s'est déroulée du 14 au 18 novembre 2017.
Il a été accompagné de la présence de nombreuses personnalités telles que Clovis Cornillac, Charlotte Gainsbourg, Robert Guédiguian, Nawell Madani, Pierre Niney, Franck Gastambide, Anne Fontaine, Marie Garel-Weiss, Zita Hanrot, Clémence Boisnard, Robinson Stévenin, Maryam Touzani, Luis Marques, Jean-Claude Larrieu, Raymond Depardon, Claudine Nougaret, Finnegan Oldfield et Jules Porier.

#### Palmarès des longs métrages
- Prix du public : La fête est finie de Marie Garel-Weiss[35]
- Prix des lycéens : La Promesse de l'aube d'Éric Barbier
- Prix du jury jeunes : Razzia de Nabil Ayouch
- Prix d'interprétation masculine : Pierre Niney pour La Promesse de l'aube d'Éric Barbier
- Prix d'interprétation féminine : Zita Hanrot et Clémence Boisnard[36] pour La fête est finie de Marie Garel-Weiss[35],[37]

#### Sélections
- Film de clôture : Belle et Sébastien 3 : Le Dernier Chapitre

#### Palmarès des courts métrages
- Premier prix : Terrain vague de Latifa Said
- Mention spéciale du jury : Calamity de Séverine Streyker et Maxime Feyers[37]

### 2018
La 27e édition du festival se déroule du 13 au 17 novembre 2018.
Il est accompagné de la présence de nombreuses personnalités du cinéma telles que Antoine Blossier, Lucie Boujenah, Camille Chamoux, Suzanne Clément, Jonathan Cohen, Anaïs Demoustier, François Desagnat, Pauline Étienne, Julie Gayet, Pierre Godeau, Mikhael Hers, Diane Kurys, Vincent Lacoste, Guillaume Laurant, Tom Leeb, Gilles de Maistre, Kad Merad, Alexis Michalik, Pierre Niney, Vincent Rottiers, Ludivine Sagnier, Thomas Solivérès, Nils Tavernier, Frédéric Tellier et Vianney,.

#### Palmarès des longs métrages
- Prix du public : Salamandre d'or : Edmond d'Alexis Michalik
- Prix des lycéens : Edmond d'Alexis Michalik
- Prix du jury jeunes : Edmond d'Alexis Michalik
- Prix d'interprétation masculine : Jacques Gamblin pour L'Incroyable Histoire du facteur Cheval de Nils Tavernier
- Prix d'interprétation féminine : Camille Chamoux pour Premières Vacances de Patrick Cassir.

#### Palmarès des courts métrages
- Prix du meilleur court-métrage : Côté Coeur, d'Héloïse Pelloquet
- Mention spéciale du jury : Les Empêchés, de Stéphanie Vasseur et Sandrine Terragno[40]

### 2019
La 28e édition du festival s'est déroulée du 12 au 16 novembre 2019.
La présence de Michel Blanc, Lucie Borleteau, Camille Cottin, Julie Gayet, Philippe Guillard, Hakim Jemili, Gérard Lanvin, Alain Libolt, Olivier Marchal, Grégory Magne, Grégory Montel et Alice Winocour est annoncée,,.

#### Palmarès des longs métrages
Source :
- Salamandre d'or (prix du public) : Les Éblouis de Sarah Suco
- Prix des lycéens : Docteur ? de Tristan Séguéla
- Prix du jury jeunes : Proxima d'Alice Winocour
- Prix d'interprétation masculine : Grégory Montel pour son rôle dans Les Parfums de Grégory Magne
- Prix d'interprétation féminine : Céleste Brunnquell pour son rôle dans Les Éblouis

#### Palmarès des courts métrages
Source :
- Premier prix : Nefta Football Club d'Yves Piat
- Mention spéciale du jury : Riviera de Jonas Schloesing

### 2020: édition annulée
Prévue initialement du 10 au 14 novembre 2020, l'édition 2020 est annulée pour cause de confinement lié à la pandémie de Covid-19. Cependant, les deux conférences prévues sur l'œuvre de Steven Spielberg vont être enregistrées à Paris et transmises aux 135 lycées ayant l'option « cinéma ». De cette édition avortée, seuls subsisteront l'affiche et le catalogue.

### 2021
La 30e édition du festival s'est déroulée du 9 au 13 novembre 2021.
La présence de Laurent Cantet, Fred Cavayé, Cyril Dion, Audrey Diwan, Yves Hinant, Jean Libon et Mélanie Thierry est annoncée, ainsi que celles de Chloé Barkoff-Gaillard, Nessim Chikhaoui, François Desagnat, Moussa Mansaly, Mateo Perez, Emmanuel Poulain-Arnaud, Aloïse Sauvage et Lyes Salem

#### Palmarès des longs métrages
- Salamandre d'or : Adieu monsieur Haffmann, de Fred Cavayé
- Prix des lycéens : Le Test, d'Emmanuel Poulain-Arnaud
- Prix du jury jeune : Animal, de Cyril Dion
- Prix d'interprétation[note 1] : 
  - Sara Giraudeau pour son rôle dans Adieu monsieur Haffmann
  - Anamaria Vartolomei pour son rôle dans L'Événement  d'Audrey Diwan

#### Palmarès des courts métrages
- Prix du court-métrage : Des choses en commun, d'Ann Sirot et Raphaël Balboni[50].

### 2022
La 31e édition du festival s'est tenue du 8 au 12 novembre 2022.
La présence de Sami Bouajila, Rachid Bouchareb, Gad Elmaleh, José Garcia, Rachid Hami, Karim Leklou, Maïwenn, Anne Le Ny et Roschdy Zem est annoncée, ainsi que celle de Cécile de France, Samir Guesmi, Félix Lefebvre et Raphaël Personnaz.

#### Palmarès des longs métrages
Source :.
- Salamandre d'or : Nos Frangins, de Rachid Bouchareb.
- Prix des lycéens : Pour la France, de Rachid Hami.
- Prix du jury jeune : Les Pires, de Lise Akoka et Romane Guéret.
- Prix d'interprétation[note 1] : 
  - Mallory Wanecque pour son rôle dans Les Pires, de Lise Akoka et Romane Guéret,
  - Karim Leklou pour son rôle dans Pour la France, de Rachid Hami.

#### Palmarès des courts métrages
Source :.
- Prix du court-métrage : Cui cui cui, de Cécile Mille.
- Mention spéciale court-métrage : Ville éternelle de Garance Kim.

### 2023
La 32e édition du festival s'est tenue du 7 au 11 novembre 2023.
La présence Mélanie Thierry est annoncée. Ali Marhyar, Ahmed Sylla et Mallory Wanecque sont venus lors du festival, ainsi qu'Anta Diaw et Ladj Ly. La ministre de la culture Rima Abdul Malak y est venue y rencontrer des lycéens et visiter les futurs studios de cinéma.

#### Palmarès des longs métrages
Source :.
- Salamandre d'or (prix du public) : La Nouvelle Femme de Léa Todorov
- Prix des lycéens : Bâtiment 5 de Ladj Ly
- Prix du jury jeunes : Bâtiment 5 de Ladj Ly
- Prix d'interprétation masculine : Nahuel Pérez Biscayart dans La Fille de son père d'Erwan Le Duc
- Prix d'interprétation féminine ex æquo :
  - Florence Loiret Caille dans La Tête froide de Stéphane Marchetti
  - Jasmine Trinca dans La Nouvelle Femme de Léa Todorov

#### Palmarès des courts métrages
Source :
- Prix du court-métrage : Suleyman de Mehdi et Yanis Hamnane
- Mention spéciale court-métrage : Banc de touche de Valérie Leroy

### 2024
La 33e édition du festival est prévue du 5 au 9 novembre 2024.
Les frères réalisateurs Ludovic et Zoran Boukherma ainsi que l'acteur Sayyid El Alami étaient présents lors de la cérémonie d'ouverture. La réalisatrice Mareike Engelhardt est également venue pour la diffusion de son film Rabia, dont les intérieurs ont été tournés dans les locaux de France Tabac à Sarlat.
Plusieurs autres réalisateurs sont attendus sur place : Saïd Hamiche Benlarbi, Aude-Léa Rapin et Lawrence Valin, de même que Mehdi M. Barsaoui, Giulio Callegari et Thibault Emiri.

#### Palmarès des longs métrages
Source : 
- Salamandre d'or (prix du public) : Rabia de Mareike Engelhardt
- Prix des lycéens : Planète B de Aude-Léa Rapin
- Prix du jury jeunes : Rabia de Mareike Engelhardt
- Prix d'interprétation :  
  - Megan Northam dans Rabia de Mareike Engelhardt
  - Benjamin Voisin dans Jouer avec le feu de Delphine et Muriel Coulin

#### Palmarès des courts métrages
Source :
- Prix du court-métrage : Robespierre de Pierre Menahem
- Mention spéciale court-métrage : Montsouris de Guil Sela